# Mélité de Manazkert
Pour les articles homonymes, voir Melite (homonymie).
Mélité de Manazkert ou Mélité Manazkertsi (en arménien Մելիտե Մանազկերտցի) est un catholicos de l'Église apostolique arménienne de 452 à 456.

## Biographie
Mélité appartient vraisemblablement à la seconde famille ecclésiale arménienne (la première étant celle de Grégoire l'Illuminateur), descendant d'Albanios de Manazkert.
Il est désigné catholicos par le roi sassanide Yazdgard II contre Hovsep Ier de Holotsim, que le roi refuse de reconnaître. De tendance syriaque, il est probablement bien vu de la cour sassanide. Movsès Ier de Manazkert lui succède en 456.